# Ів Вандергаге
Ів Вандергаге (нід. Yves Vanderhaeghe, нар. 30 січня 1970, Руселаре) — колишній бельгійський футболіст, що грав на позиції півзахисника. Відомий, зокрема, виступами за «Андерлехт», «Мускрон», а також національну збірну Бельгії. Надалі — футбольний тренер.

## Клубна кар'єра
Ів Вандергаге, вихованець футбольної школи «Руселаре», у віці 16 років потрапив в оренду до «Серкль Брюгге», де провів всього один офіційний матч за два сезони. По поверненні до рідної команди він грав за неї 4 сезони у третьому дивізіоні Бельгії. Наступні два сезони гравець провів у другому дивізіоні уже у футболці «Мускрона».
Вперше не вищому рівні в Бельгії Ів Вандергаге заграв у клубі «Ендрахт», за який в результаті загалом провів більше 100 офіційних матчів та забив 11 м'ячів у лізі.
У січні 1998 року Ів повернувся до «Мускорну». У сезоні 1999-00 він поставив особистий рекорд, забивши 8 голів в лізі за сезон, у той час якого команда зайняла 4 місце в чемпіонаті.
Вже у віці 30 років Вандергаге підписав контракт з бельгійським грандом «Андерлехтом». За перші два роки у команді він провів 65 матчів допомігши брюссельцям завоювати чемпіонство та суперкубок у першому сезоні. В наступних сезонах півзахисник перестав регулярно потрапляти до основного складу через травми, що часто йому дошкуляли.
Під час зимової паузи в сезоні 2006-07 37-річний Вандергаге заявив, що буде шукати новий клуб. У 2007 році він поповнив стан своїх старих знайомих — «Руселаре», які тоді також змагалися у першому дивізіоні. Ів Вандергаге завершив кар'єру гравця у червні 2008 року і, згодом, почав працювати асистентом тренера в «Кортрейку».
У 2014 році став головним тренером «Кортрейка». Його робота на цій посаді привернула увагу президента та найбільшого акціонера «Остенде» Марка Куке, який у травні 2015 року переманив Вандергаге до свого клубу.

## Виступи за збірну
До 29 років Вандергаге не вдавалося привернути до себе увагу тренерів збірної. Його дебют за національну команду стався лише 30 травня 1999 року у матчі проти збірної Перу на товариському турнірі у Японії. За збірну загалом він провів 48 матчів, в яких забивав двічі. Ів Вандергаге був у складі збірнох Бельгії на чемпіонаті Європи 2000 та чемпіонаті світу 2002.

## Титули і досягнення

### Гравець
«Андерлехт»
- Чемпіонат Бельгії
  - Чемпіон (4): 2000–01, 2003–04, 2005–06, 2006–07
- Суперкубок Бельгії
  - Володар (3): 2000, 2001, 2006

### Тренер
«Остенде»
- Кубок Бельгії
  - Фіналіст (1): 2016–17